# Kurgalský poloostrov

Poloha poloostrova ve Finském zálivu

Kurgalský poloostrov (rusky Кургальский полуостров, „Kurgalskij poluostrov“) se nachází na severovýchodě Evropy, v Kingiseppském rajónu Leningradské oblasti v Rusku. Je ohraničen Narvskou zátokou na západě a Lužskou na východě. Jeho území je poměrně bažinaté. Ve středu se nachází Lipovské jezero, které je kanálem spojeno s Finským zálivem. Na jihu protéká řeka Luga. Poloostrov je převážně plochý, jeho nejvyšší bod leží ve výšce 43 m n. m.
Kromě přístavu Usť-Lugy se zde nachází i několik ižorských vesnic.